# Verbascum pseudonobile
Verbascum pseudonobile är en flenörtsväxtart som beskrevs av Nikolai Andreev Stojanov och Stefanov. Verbascum pseudonobile ingår i släktet kungsljus, och familjen flenörtsväxter. Inga underarter finns listade i Catalogue of Life.